# Tori Amos

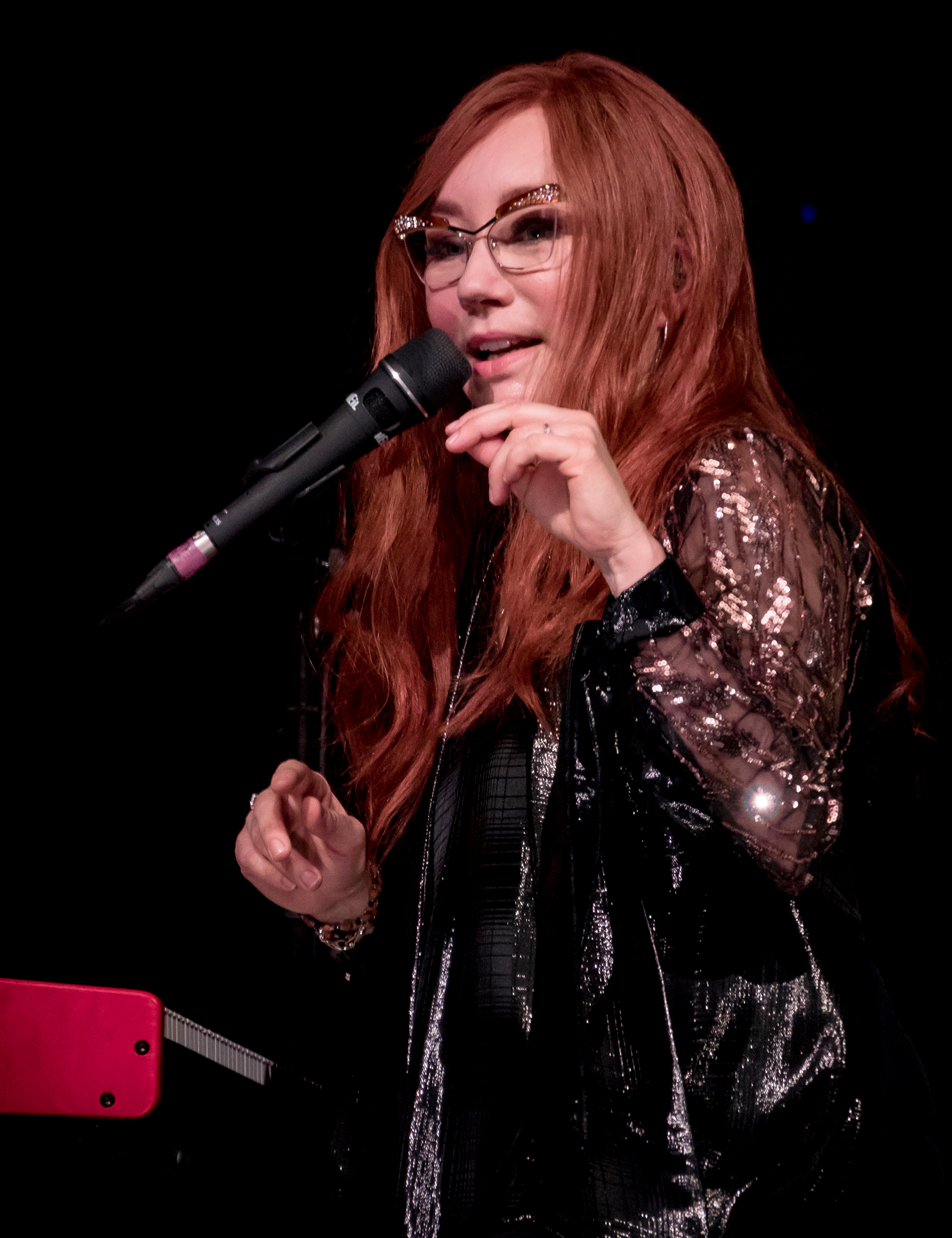
Tori Amos (2017)

Tori Amos (* 22. August 1963 in Newton, North Carolina als Myra Ellen Amos) ist eine US-amerikanische Musikerin. Als Singer-Songwriterin wurde sie in den frühen 1990er-Jahren vor allem durch ihre lyrischen und gefühlsbetonten, oft auch kritischen und feministischen Texte bekannt.

## Biografie

### Kindheit
Tori Amos wurde 1963 in North Carolina als drittes Kind von Mary Ellen und dem Methodisten-Pfarrer Edison Amos geboren. Sie wuchs in einem evangelischen Pfarrhaus auf. Ihr Großvater mütterlicherseits ist Teil der indigenen Cherokee. Bereits mit zwei Jahren begann Amos Klavier zu spielen. Mit fünf erhielt sie ein Stipendium für das Peabody-Konservatorium für Musik. Dort wurde sie in klassischem Gesang und Klavier ausgebildet und strebte eine Karriere als Konzertpianistin an. Mit elf Jahren brach sie ihre Ausbildung ab und widmete sich der Pop- und Rockmusik der Beatles, von Jimi Hendrix oder Led Zeppelin. Mit 13 Jahren bekam sie ihren ersten Job als Pianistin in einem Club in Georgetown (Washington, D.C.). Die nächsten 13 Jahre spielte sie in verschiedenen Nachtclubs, wobei sie die ersten Jahre von ihrem Vater als Aufpasser begleitet wurde.

### Erstes Album
Nach Jahren mit erfolglosen Demo-Bändern beschloss Amos im September 1984 nach Los Angeles zu ziehen, um ihre Karriere zu beschleunigen. 1985 gründete sie gemeinsam mit dem Schlagzeuger Matt Sorum die Gruppe Y Kant Tori Read, die bis 1987 bestand. 1986 erhielt sie einen Plattenvertrag bei Atlantic Records; 1988 erschien ihr erstes Album mit dem Titel Y Kant Tori Read. Die Marktstrategie machte aus ihr eine Rockmusikerin à la Joan Jett oder Pat Benatar, und Präsentation wie Musik hatten wenig mit der späteren Tori Amos gemeinsam. Y Kant Tori Read verkaufte sich 7000 Mal, und das Plattenlabel verlor trotz Vertrag zunächst das Interesse an ihr.

### Erste Erfolge: die 1990er-Jahre

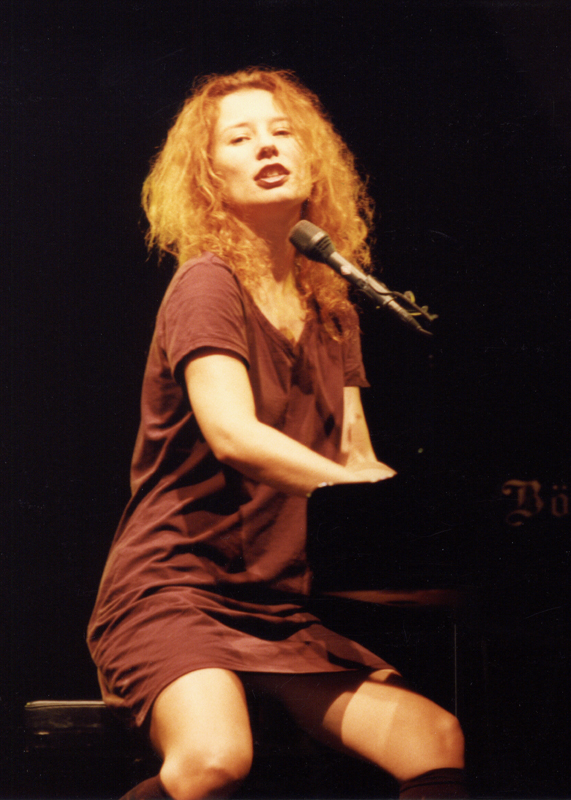
Tori Amos (1996)

Amos’ neue, sehr klavierlastige Lieder fanden bei den Labelmanagern zunächst keinen Anklang; man schickte sie nach England, um zu sehen, ob die neuen Lieder beim Publikum eine Chance hätten. Im Dezember 1990 wurde sie von Max Hole von Universal Music Group entdeckt. Im Februar 1991 begann sie in England mit ihren für sie typischen, nur vom Klavier begleiteten Solo-Auftritten. Amos gewann nach und nach ein Publikum, und das East West Records Label begann daraufhin mit der Vermarktung der „authentischen“ Tori Amos. Der Song Me and a Gun, die musikalische Verarbeitung ihrer eigenen Vergewaltigung, eine schlichte A-cappella-Aufnahme ohne jegliche Instrumentalbegleitung, war 1991 die erste Veröffentlichung unter dem Namen Tori Amos und wurde auch ihr erster Charterfolg.
Im selben Jahr folgte in Großbritannien die Veröffentlichung von Silent All These Years. Der zweite Hitparadenerfolg brachte Amos in einer großangelegten Werbekampagne zurück in die USA, um 1992 ihr Album Little Earthquakes zu präsentieren. Dieses Album war ein großer Erfolg. Das folgende Album Under the Pink erschien 1994, konnte den kommerziellen Erfolg des Vorgängers übertreffen und brachte ihr mit der Auskopplung Cornflake Girl einen Top-Ten-Hit in Großbritannien ein. Dieses Album produzierte sie zusammen mit Eric Rosse in der Wüste von New Mexico, geschrieben wurde es jedoch größtenteils in London. Das Werk reflektierte das Leben der russischen Prinzessin Anastasia, der Schriftstellerin Alice Walker sowie der Künstlerin Georgia O’Keeffe. Zum ersten Mal kam hier der für sie charakteristische Bösendorfer-Flügel zum Einsatz, der ihre Karriere fortan begleitete. Wie bei dem Vorgänger gab es auch bei diesem Album schwerwiegende Konflikte mit dem Plattenlabel; Amos drohte sogar damit, sämtliche Mastertapes zu vernichten. Grund dafür war, dass die minimalistischen Lieder nicht sonderlich massenkompatibel seien.
Mit dem 1996er-Album Boys for Pele brachte Amos auch Harmonium und Cembalo auf die Bühne. Amos und Rosse trennten sich nach einer siebenjährigen Beziehung; sie waren sowohl Lebenspartner als auch Arbeitskollegen, da Rosse als ihr Co-Produzent fungierte. Aufgenommen wurde das Album in einer Kirche in Delgany in Irland; es hat einen düsteren Klang und sehr kryptisch wirkende Texte. Rechtzeitig für die MTV-Unplugged-Serie arbeitete sie wieder mit dem langjährigen Freund Steve Caton zusammen und trat erstmals als Tori Amos „Plugged“ auf. Der kommerzielle Erfolg von Boys for Pele hielt sich bis auf Armand van Heldens House-Remix von Professional Widow in Grenzen.
Eine zweite Fehlgeburt 1998 ließ Amos depressiv werden. Musikalisch machte sich das auf dem Album From the Choirgirl Hotel deutlich bemerkbar. Im Februar 1998 heiratete sie ihren Toningenieur Mark Hawley, der seit 1994 für den Ton bei ihren Konzerten verantwortlich ist. Nun trat sie nicht nur mit Band auf (Steve Caton (Gitarre), Jon Evans (Bass), Matt Chamberlain (Schlagzeug)), sondern spielte auch noch Synthesizer und Klavier. Begleitet von aufwendigen Lichteffekten glichen ihre Konzerte nun eher konventionellen Rockkonzerten. Das 1999 erschienene Live-/Studio-Album To Venus and Back zeugt von dieser Zeit.
Seit einem Zerwürfnis 1998 war Amos bestrebt, ihre Plattenfirma Atlantic Records zu verlassen. Ihr erklärter Wille, bei Atlantic keine neuen Stücke zu veröffentlichen, mündete schließlich in dem Konzeptalbum Strange Little Girls. Mit diesem ausschließlich aus Coverversionen bestehenden Album erfüllte sie ihren Vertrag und wechselte zu Epic Records. In Strange Little Girls geht es um Lieder, die von Männern über Frauen geschrieben werden. Amos nimmt dabei die Position der jeweils besungenen Frau ein. Die einzige Single Strange Little Girl wurde aufgrund eines Urheberrechtstreits bezüglich der CD-Hülle wieder vom Markt genommen. Gitarrist Steve Caton wurde bei dieser Studioaufnahme durch den King-Crimson-Gitarristen Adrian Belew ersetzt.

### Nach 2000

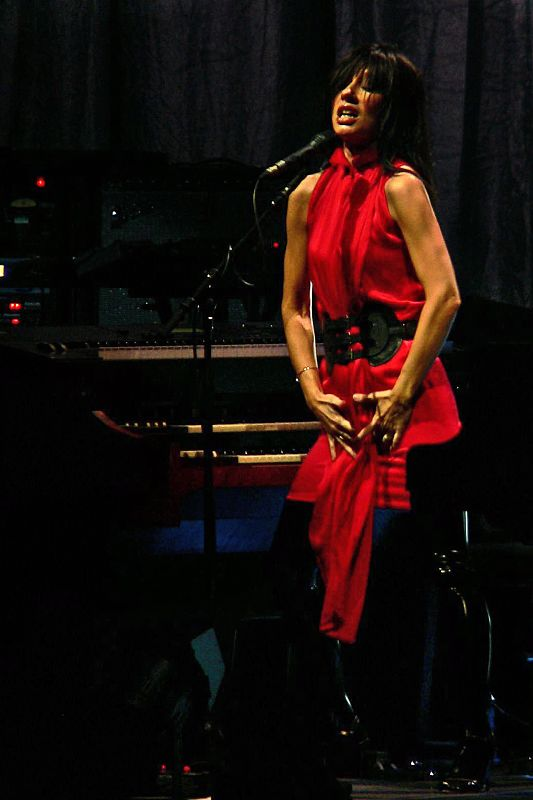
Tori Amos (2007)

Unter dem Einfluss der Terroranschläge am 11. September 2001 entstand Amos’ Album Scarlet’s Walk. Thematisiert wird die fiktive Person Scarlet und ihre Reise durch die Vereinigten Staaten. Das Album konnte mit A Sorta Fairytale wieder einen Radiohit in den USA vorweisen. Die Veränderung in Amos’ Leben durch die Geburt ihrer Tochter im September 2000 spiegelt sich auch in ihrer Musik wider. Im Februar 2005 veröffentlichte sie sowohl ihr Album The Beekeeper als auch ihr erstes Buch Piece by Piece.
Im April 2007 erschien mit American Doll Posse ein neues Studioalbum. Auf diesem Album schlüpft Amos in fünf verschiedene Frauenfiguren: Sie singt als Tori, als Isabel, als Clyde, als Pip und als Santa. 2008 erschien ein von Amos initiierter Comic-Band, Comic Book Tattoo, Vol. 1. In diesem Buch beschäftigen sich verschiedene Comic-Autoren mit Amos’ Songs. Das Buch besteht aus zahlreichen illustrierten Kurzgeschichten. Amos steuerte ein Vorwort bei.
Im Mai 2009 erschien das Album Abnormally Attracted to Sin. Es behandelt die Definition von „Sünde“ und wie diese oft missbraucht wurde, um Menschen, besonders Frauen, zu unterdrücken. Begleitend zum Album erschienen 18 Musikvideos zu den Songs, die dem Hörer näherbringen sollen, wovon das jeweilige Lied handelt. Im November 2009 wurde Amos’ Weihnachtsalbum mit dem Titel Midwinter Graces veröffentlicht. Dieses soll, so Amos, nicht als klassisches Weihnachtsalbum gesehen werden, da es nicht nur die christliche Mythologie behandelt, sondern versucht, alle religiösen Mythologien mit einzubeziehen.
Im September 2011 erschien Amos’ Album Night of Hunters, diesmal beim Label Deutsche Grammophon. Das Album besteht aus 14 Stücken, deren Melodie sich jeweils an ein klassisches Werk anlehnt. In vier Songs singt Amos im Dialog mit ihrer Tochter, die zum Zeitpunkt der Aufnahmen zehn Jahre alt war. Die Tochter übernahm die Rolle der Göttin Anabelle, die das Album konzeptionell zusammenhält, und ist auch im Booklet sowie im Video zur ersten Auskopplung Nautical Twilight gemeinsam mit ihrer Mutter zu sehen. Amos erklärte, sie sei bei der Arbeit an diesem Album wie eine Architektin vorgegangen: „Manchmal gehe ich die Straße entlang und plötzlich formen sich in meinem Kopf geometrische Strukturen und ich beginne sie zu hören – es hat etwas von akustischer Architektur.“ Für dieses Album erhielt sie 2012 den Echo Klassik in der Kategorie Klassik-ohne-Grenzen-Preis.
Zu dem Song Speaking with Trees, der sich auf dem Album Ocean to Ocean von 2021 befindet, inspirierte Amos die Lektüre des Sachbuchs Das geheime Leben der Bäume des deutschen Försters und Publizisten Peter Wohlleben, das 2015 ein internationaler Bestseller war. Außerdem reflektierte Amos beim Komponieren des Liedes den Tod ihrer zwei Jahre zuvor verstorbenen Mutter. Auf den Song Metal Water Wood des gleichen Albums brachten sie die Lebensweisheiten der Kampfsportlegende Bruce Lee.

## Sonstiges
Amos war 1994 Mitbegründerin von RAINN (Rape, Abuse and Incest National Network), der bis heute einzigen US-weiten kostenlosen Notrufhotline für Vergewaltigungsopfer, insbesondere für Frauen und Kinder.

## Diskografie
Studioalben

| Jahr | Titel                       | Höchstplatzierung, Gesamtwochen, AuszeichnungChartplatzierungen (Jahr, Titel, Platzierungen, Wochen, Auszeichnungen, Anmerkungen) | Höchstplatzierung, Gesamtwochen, AuszeichnungChartplatzierungen (Jahr, Titel, Platzierungen, Wochen, Auszeichnungen, Anmerkungen) | Höchstplatzierung, Gesamtwochen, AuszeichnungChartplatzierungen (Jahr, Titel, Platzierungen, Wochen, Auszeichnungen, Anmerkungen) | Höchstplatzierung, Gesamtwochen, AuszeichnungChartplatzierungen (Jahr, Titel, Platzierungen, Wochen, Auszeichnungen, Anmerkungen) | Höchstplatzierung, Gesamtwochen, AuszeichnungChartplatzierungen (Jahr, Titel, Platzierungen, Wochen, Auszeichnungen, Anmerkungen) | Anmerkungen                                                             |
| Jahr | Titel                       | DE | AT | CH | UK | US | Anmerkungen                                                             |
| ---- | --------------------------- | --- | --- | --- | --- | --- | ----------------------------------------------------------------------- |
| 1988 | Y Kant Tori Read            | — | — | — | — | — | Erstveröffentlichung: Juni 1988 Verkäufe: + 7.000; als Y Kant Tori Read |
| 1992 | Little Earthquakes          | DE65 (10 Wo.)DE | — | — | UK14 Gold · (29 Wo.)UK | US54 ×2Doppelplatin · (38 Wo.)US                                                                                                  | Erstveröffentlichung: 13. Januar 1992 Verkäufe: + 2.250.000             |
| 1994 | Under the Pink              | DE15 (22 Wo.)DE | AT6 (21 Wo.)AT | CH11 (20 Wo.)CH | UK1 Platin · (18 Wo.)UK | US12 ×2Doppelplatin · (35 Wo.)US                                                                                                  | Erstveröffentlichung: 31. Januar 1994 Verkäufe: + 2.390.000             |
| 1996 | Boys for Pele               | DE9 (14 Wo.)DE | AT9 (13 Wo.)AT | CH14 (8 Wo.)CH | UK2 Gold · (7 Wo.)UK | US2 Platin · (29 Wo.)US | Erstveröffentlichung: 19. Januar 1996 Verkäufe: + 1.185.000             |
| 1998 | From the Choirgirl Hotel    | DE13 (11 Wo.)DE | AT11 (8 Wo.)AT | CH31 (5 Wo.)CH | UK6 Gold · (6 Wo.)UK | US5 Platin · (20 Wo.)US | Erstveröffentlichung: 1. Mai 1998 Verkäufe: + 1.150.000                 |
| 1999 | To Venus and Back           | DE11 (5 Wo.)DE | AT17 (5 Wo.)AT | CH27 (3 Wo.)CH | UK22 (3 Wo.)UK | US12 Platin · (11 Wo.)US | Erstveröffentlichung: 20. September 1999 Verkäufe: + 1.000.000          |
| 2001 | Strange Little Girls        | DE11 (8 Wo.)DE | AT18 (8 Wo.)AT | CH34 (6 Wo.)CH | UK16 (3 Wo.)UK | US4 (9 Wo.)US | Erstveröffentlichung: 14. September 2001                                |
| 2002 | Scarlet’s Walk              | DE9 (11 Wo.)DE | AT26 (6 Wo.)AT | CH21 (14 Wo.)CH | UK26 (2 Wo.)UK | US7 Gold · (22 Wo.)US | Erstveröffentlichung: 28. Oktober 2002 Verkäufe: + 500.000              |
| 2005 | The Beekeeper               | DE8 (7 Wo.)DE | AT8 (6 Wo.)AT | CH13 (5 Wo.)CH | UK24 (2 Wo.)UK | US5 (10 Wo.)US | Erstveröffentlichung: 20. Februar 2005                                  |
| 2007 | American Doll Posse         | DE10 (7 Wo.)DE | AT14 (8 Wo.)AT | CH15 (5 Wo.)CH | UK50 (2 Wo.)UK | US5 (6 Wo.)US | Erstveröffentlichung: 1. Mai 2007                                       |
| 2009 | Abnormally Attracted to Sin | DE16 (5 Wo.)DE | AT12 (4 Wo.)AT | CH14 (4 Wo.)CH | UK20 (2 Wo.)UK | US9 (9 Wo.)US | Erstveröffentlichung: 18. Mai 2009 Verkäufe: + 10.000                   |
| 2009 | Midwinter Graces            | — | — | — | UK97 (1 Wo.)UK | US66 (2 Wo.)US | Erstveröffentlichung: 10. November 2009                                 |
| 2011 | Night of Hunters            | DE12 (6 Wo.)DE | AT22 (6 Wo.)AT | CH33 (5 Wo.)CH | UK27 (1 Wo.)UK | US24 (4 Wo.)US | Erstveröffentlichung: 16. September 2011                                |
| 2012 | Gold Dust                   | DE48 (1 Wo.)DE | AT46 (1 Wo.)AT | CH95 (1 Wo.)CH | UK36 (1 Wo.)UK | US63 (1 Wo.)US | Erstveröffentlichung: 1. Oktober 2012                                   |
| 2014 | Unrepentant Geraldines      | DE15 (3 Wo.)DE | AT17 (4 Wo.)AT | CH20 (2 Wo.)CH | UK13 (2 Wo.)UK | US7 (1 Wo.)US | Erstveröffentlichung: 9. Mai 2014                                       |
| 2017 | Native Invader              | DE18 (3 Wo.)DE | AT21 (3 Wo.)AT | CH23 (2 Wo.)CH | UK16 (1 Wo.)UK | US39 (1 Wo.)US | Erstveröffentlichung: 8. September 2017                                 |
| 2021 | Ocean to Ocean              | DE26 (3 Wo.)DE | AT23 (1 Wo.)AT | CH15 (2 Wo.)CH | UK25 (1 Wo.)UK | US104 (1 Wo.)US | Erstveröffentlichung: 29. Oktober 2021                                  |

### Soundtracks und Filmmusik
- 1992: Toys

In dem Film Toys wird The Happy Worker von Tori Amos gespielt. Das Stück findet sich auch auf dem Soundtrack wieder.
- 1995: Virtuosity

Für den Film haben Peter Gabriel, George Acogny und Tori Amos den Song This is Party Man geschrieben. Dieser wurde von Gabriel gesungen und abgesehen vom Film-Soundtrack erst 2019 auf dem Kompilations-Album Rated PG Veröffentlicht.
- 1995: Higher Learning – Die Rebellen

Neben einer Coverversion des im Original von R.E.M. stammenden Losing My Religion steuert Amos auch das Stück Butterfly bei.
- 1996: Twister

Der Soundtrack des Katastrophenfilms enthält ihren Song Talula. Das Lied wurde dafür extra neu abgemischt und war nun als Tornado Mix auf den Singles und dem Re-Release von Boys for Pele enthalten.
- 1998: Große Erwartungen

Der Song Siren von Tori Amos findet sich auf dem Soundtrack des Films Große Erwartungen mit Gwyneth Paltrow und Ethan Hawke.
- 2000: Mission: Impossible II

Song Carnival
- 2000: Here on Earth

Song1.000 Oceans
- 2003: Mona Lisas Lächeln

Dort hat Amos bei einer Hochzeitsfeier einen Kurzauftritt als Sängerin einer 50er-Jahre-Big Band und singt Murder He Says von Jimmy McHugh und Frank Loesser. Für den Soundtrack nahm sie dieses Lied sowie You Belong to Me von Jo Stafford neu auf.
- 2005: Snow Cake

Der Song Northern Lad aus ihrem Album From the Choirgirl Hotel wurde während einer romantischen Szene gespielt. Einen Soundtrack zu diesem Film gab es jedoch nie. Im Abspann wurde sie nicht als Tori Amos, sondern mit ihrem bürgerlichen Namen Myra Ellen Amos genannt.